# Combremont-le-Grand
Combremont-le-Grand (toponimo francese) è una frazione di 311 abitanti del comune svizzero di Valbroye, nel Canton Vaud (distretto della Broye-Vully).

## Storia

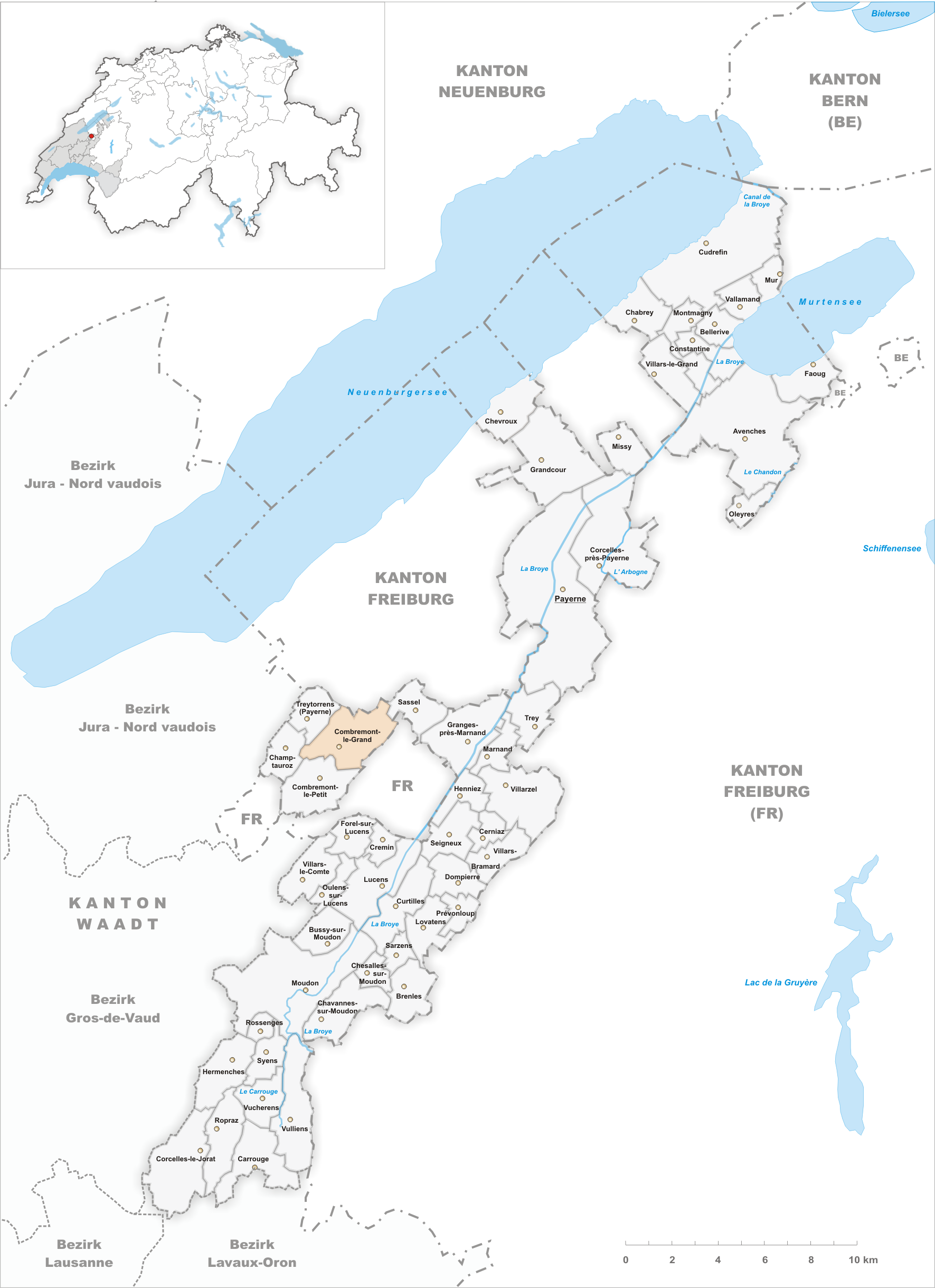
Il territorio del comune di Combremont-le-Grand prima degli accorpamenti comunali del 2011

Già comune autonomo che si estendeva per 6,61 km², nel 2011 è stato accorpato agli altri comuni soppressi di Cerniaz, Combremont-le-Petit, Granges-près-Marnand, Marnand, Sassel, Seigneux e Villars-Bramard per formare il nuovo comune di Valbroye.

### Simboli
L'emblema comunale era stato adottato nel 1923. Il levriero deriva dallo stemma dei Cavalieri di Combremont, così come
appare nel loro stemma del XVII secolo.

## Monumenti e luoghi d'interesse
- Chiesa riformata, attestata dal XIV secolo[1].

## Società

### Evoluzione demografica
L'evoluzione demografica è riportata nella seguente tabella:
Abitanti censiti

## Amministrazione
Ogni famiglia originaria del luogo fa parte del cosiddetto comune patriziale e ha la responsabilità della manutenzione di ogni bene ricadente all'interno dei confini della frazione.